# Nicolas Lapierre
Nicolas Lapierre (Thonon-les-Bains, 1984. április 2. –) francia autóversenyző, sportigazgató. Négyszeres Le Mans-i 24 órás verseny LMP2-es kategória győztes.

## Pályafutása

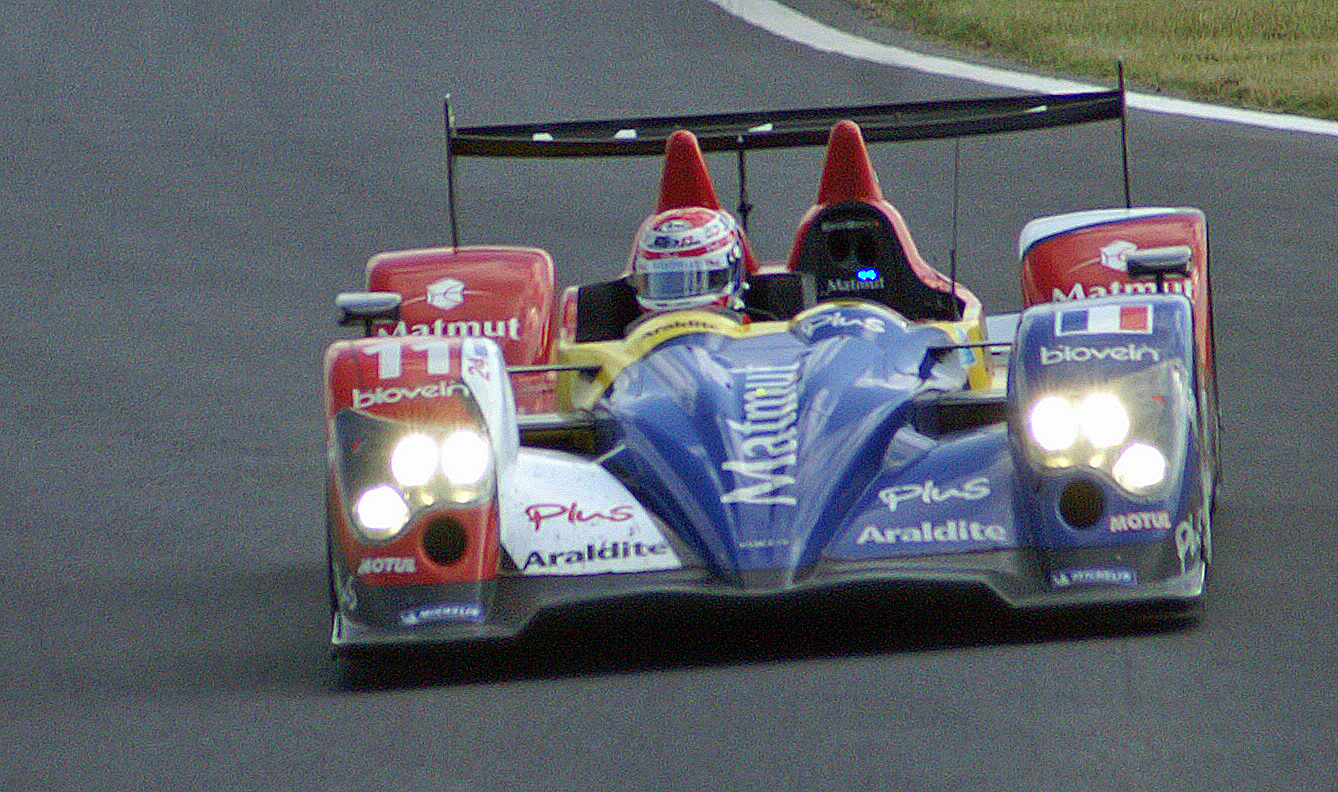
Az Oreca csapatában a 2009-es Le Mans-i 24 órás versenyen

1993-ban gokartozással kezdte autóversenyzői karrierjét. 2000 és 2002 között Formula Renault sorozatokban versenyzett. 2004-ben harmadik lett a Formula 3 Euroseriesben.
Részt vett az A1 Grand Prix első szezonjában, ahol Alexandre Prémat társaként megnyerte Franciaországnak a bajnoki címet. Premat hét, míg Nicolas hat futamot nyert meg a szezon alatt, és végzett az első helyen Svájc és az Egyesült Királyság csapata előtt.
Nicolas 2005 és 2007 között a GP2 szériában versenyzett. Első évében a tizenegyedik-, 2006-ban pedig a kilencedik helyen zárta az évet. 2007-ben két győzelmet szerzett és a tizenkettedik helyet szerezte meg az összesítésben.
2007-ben és 2009-ben rajthoz állt a Le Mans-i 24 órás autóversenyen. Első versenyén tizenhatodikként ért célba, a 2009-es futamon pedig ötödik lett.
A 2010-es szezonban ismét az Oreca-Matmutnál versenyzett, ezúttal egy Peugeot 908 HDi FAP-t vezetve. Második lett a Le Mans-széria versenyzői bajnokságában, miután pole-ból nyert Algarve-ban. Le Mans-ban Oliver Panis és Loïc Duval társaként vasárnap reggelig küzdött a dobogós helyekért, amikor is egy jelentős olajtűz miatt a csapat kiesett.
2012-ben a Toyota gyári pilótája lett az újonnan megalakult FIA World Endurance Championship (WEC) programjuk részeként, ahol ő és Alexander Wurz a Toyota TS030 Hybrid #7-es autójában kaptak helyet. Motorhiba miatt kénytelenek voltak feladni a 2012-es Le Mans-i 24 órást, de így is az összetett bajnokság 3. helyét szerezték meg, mivel São Paulóban, Fujiban és Sanghajban is diadalmaskodni tudtak.
2013-ban Wurz-cal és a japán Nakadzsima Kazukival együtt maradt a WEC-ben. A szezon az első felében kihívásokkal telinek bizonyult. Az autó Spa-ban megállt, és két versenyre sem sem nevezték be az egységet. Azonban a japán győzelem és egy második hely Kínában visszahozta a csapatot a negyedik helyre a tabellán. 2014 volt Lapierre utolsó szezonja a Toyotánál. A WEC-szezon első négy versenyén Anthony Davidson és Sébastien Buemi mellett indult. Silverstone-ban és Spa-ban elért erős eredmények, vagyis két győzelem, míg Le Mans-ban elért összetett 3. pozíció a tabella 6. helyére volt elég. Lapierre az USA forduló és egy 3. hely után távozott a gárdától, majd a japán gyártó a szezon felét a továbbiakban két pilótával csinálta végig.
2015-ben visszalépett az LMP2-es kategóriába, és a WEC három versenyén vett részt a KCMG-vel Richard Bradley és Matthew Howson mellett, Nick Tandy helyett, aki a Porsche-val kapcsolatos kötelezettségei miatt hiányzott. Mindhárom futamát a dobogón végzett az osztályban, amit egy Le Mans-i kategóriagyőzelem kiemelt. Ugyanebben az évben a TDS Racing által szervizelt Thiriet csapatnak versenyzett az európai Le Mans-széria (ELMS) utolsó fordulójában, amelyet megnyert. Végül a túraautó-világbajnokság (WTCC) utolsó négy versenyén is rajthoz állt a Lada tagjaként.
A 2016-os kiírásban az LMP2-es Signatech Alpine-nál ment a WEC-ben, ahol egy Le Mans-i kategóriasiker mellett domináns teljesítménnyel az LMP2-es osztály bajnoka lett Gustavo Menezes és Stéphane Richelmi partnereként. A 2017-es WEC-évadra is maradt az Alpine tagja, viszont korábbi csapata, a Toyota visszahívta a Spa-i és a Le Mans-i versenyekre. Miután visszatért Alpine-hoz, öt egymást követő dobogós helyezést ért el, és futamot nyert Austinban.

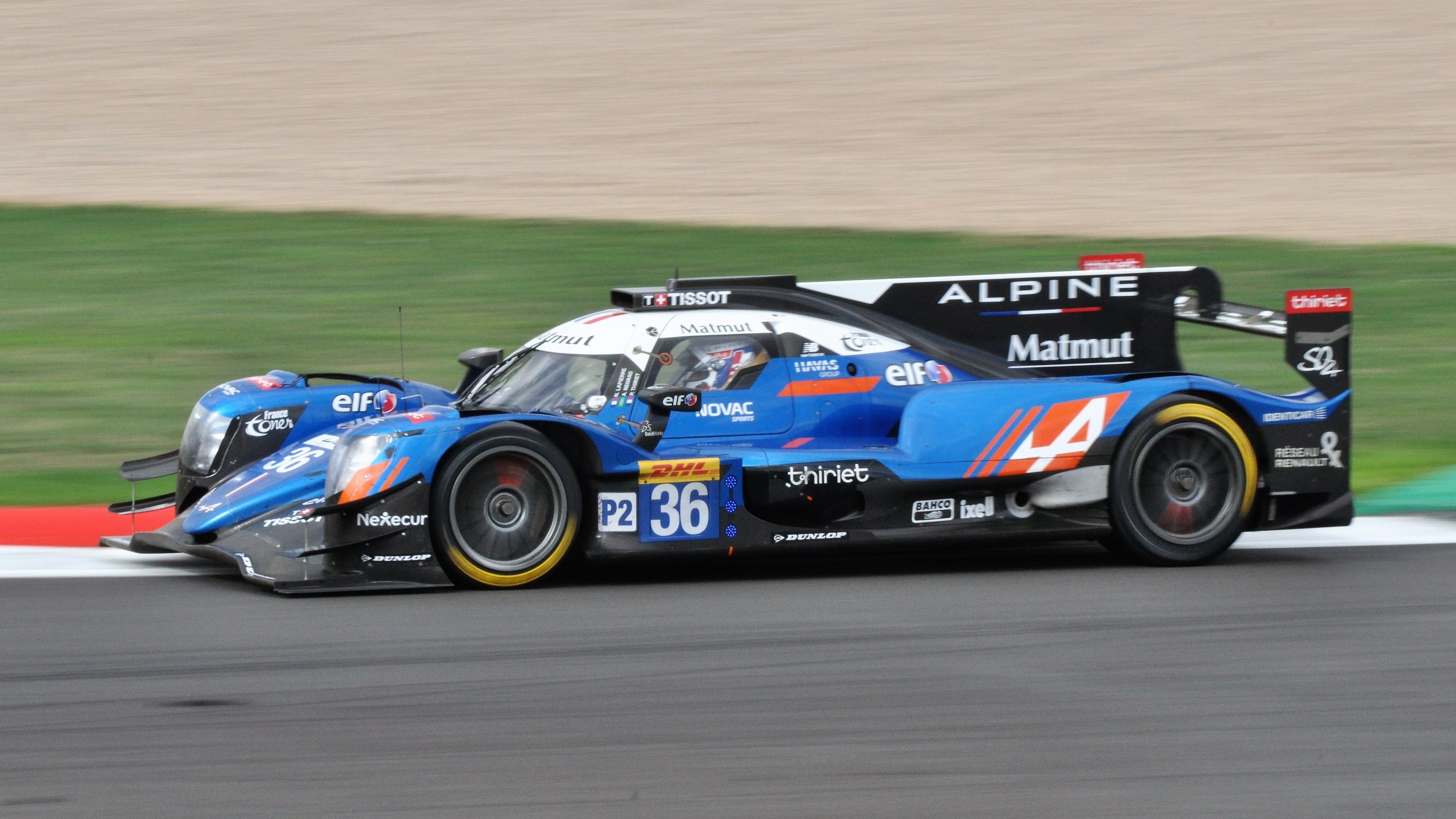
Lapierre és az Alpine autója a 2018-as brit versenyen.

A 2018–2019-es WEC „szuperszezonra” Lapierre teljes munkaidőben visszatért az Alpine-hoz, partnere André Negrão és Pierre Thiriet lett. A trió a kampány során végig a mezőny legerősebb triójának bizonyult, hiszen az LMP2-es bajnoki cím felé vezető nyolc futam mindegyikében a dobogón végeztek. Abban a szezonban (mivel két Le Mans-i 24 órást is rendeztek) mindkét győzelmüket Le Mans-ban aratták. 2018-ban Alpine "megörökölte" a győzelmet, miután utólag kizárták az előttük célba ért, orosz G-Drive Racing alakulatát, míg a 2019-es futamon biztos szereplés után nyerték meg, így Lapierre immár négyszeres osztálygyőztes lett Le Mans-ban. A 2019–2020-as WEC-szezonban, 2020 végén a svájci licenszű Cool Racing / CLX Motorsport cégcsoport tagja lett, mint új csapatfőnök és résztulajdonos, az egyik alapító, Alexandre Coigny mellett. Érdekesség, hogy a CLX Motorsport névben, az "L" – Lapierre-t jelent.
2021-ben lépett be a WEC új csúcskategóriájának számító Hypercar osztályába az Alpine-nal Matthieu Vaxivière és André Negrão mellett. A Nemzetközi Automobil Szövetség (FIA) külön engedélyével indították az Alpine A480-ast, amely valójában még a korábbi LMP1-es szabályrendszer szerint épült, és amely korábban a Rebellion Racing R13-asa volt. Abban az évben, amikor az egyetlen valódi Hypercar-gárda, a Toyota dominált, mind a hat futamon a dobogón végeztek. A francia csapat erős teljesítménnyel tért vissza a 2022-es szezon szezonnyitóján, megnyerve a sebringi lerövidített versenyt. A 2022-es Le Mans-i 24 órásra az FIA visszafogta az Alpine csapatát, hogy kedvezzenek a modernebb Hypercar-oknak. A csapat Monzában nagyon közel került ismét a győzelemhez, de végül kikaptak a #8-as Toyotától.
Mivel a korábbi LMP1-es gépek használatát 2023-ban végleg betiltották, az Alpine visszatért az LMP2-be, Lapierre pedig távozott a WEC-ből és az ELMS LMP2 Pro-Am osztályára összpontosított a Cool Racinggel. Alexandre Coigny és a Peugeot gyári tartalékpilótája, Malthe Jakobsen mellett két Pro-Am-győzelmet könyvelhettek el Spa-ban és Algarve-ban. A trió ugyanebben az alosztályban is részt vett Le Mans-ban is, ahol másodikak lettek a rangsorban.
2024-re az Alpine Endurance Team befejezete a gyári A424-es modell építését és tesztprogramját, így visszatértek az élkategóriába, mint gyártó. Vaxivière és Mick Schumacher mellett vezette a #36-os rajtszámú autót.
2024. október 2-án, 40 éves korában azonnali hatállyal bejelentette visszavonulását a 2024-es WEC-szezon befejezése előtt, így a szezonzárón, Bahreinben már Charles Milesi ült be a helyére. A 2024-es Fuji 6 órás volt az utolsó versenye, ahol a dobogós 3. helyet érte el a gárda. Ezt követően a Cool Racing csapatában betöltött szerepére összpontosított, amely véglegesen is átvette a CLX Motorsport nevet. Két nappal később kinevezték az Alpine sportigazgatójává is 2025-re, a csapatfőnök, Philippe Sinault közvetlen irányítása mellett. Fő feladata a versenyzők és a csapattagok, mérnökök közötti kommunikáció segítése lett.

## Eredményei

### Teljes GP2-es eredménylistája
(Táblázat értelmezése)

(Félkövér: pole-pozícióból indult; dőlt: leggyorsabb kört futott) 

| Év   | Csapat              | 1          | 2          | 3          | 4          | 5          | 6          | 7          | 8          | 9          | 10         | 11         | 12         | 13         | 14         | 15         | 16         | 17         | 18         | 19         | 20         | 21         | 22        | 23         | Helyezés | Pont |
| ---- | ------------------- | ---------- | ---------- | ---------- | ---------- | ---------- | ---------- | ---------- | ---------- | ---------- | ---------- | ---------- | ---------- | ---------- | ---------- | ---------- | ---------- | ---------- | ---------- | ---------- | ---------- | ---------- | --------- | ---------- | -------- | ---- |
| 2005 | Arden International | SMR FEA Ni | SMR SPR Ki | ESP FEA 11 | ESP SPR 9  | MON FEA Ki | EUR FEA 12 | EUR SPR Ki | FRA FEA 3  | FRA SPR 5  | GBR FEA 10 | GBR SPR Ki | GER FEA 9  | GER SPR 7  | HUN FEA 12 | HUN SPR 6  | TUR FEA Ki | TUR SPR 13 | ITA FEA 4  | ITA SPR Ki | BEL FEA Ki | BEL SPR 23 | BHR FEA 6 | BHR SPR 20 | 11.      | 21   |
| 2006 | Arden International | VAL FEA 4  | VAL SPR 3  | SMR FEA 3  | SMR SPR 7  | EUR FEA 5  | EUR SPR 2  | ESP FEA Ki | ESP SPR Ki | MON FEA Ki | GBR FEA    | GBR SPR    | FRA FEA    | FRA SPR    | GER FEA 20 | GER SPR 7  | HUN FEA Ki | HUN SPR Ki | TUR FEA 14 | TUR SPR 6  | ITA FEA 6  | ITA SPR 4  |           |            | 9.       | 32   |
| 2007 | DAMS                | BHR FEA 7  | BHR SPR 1  | ESP FEA Ki | ESP SPR Ni | MON FEA Ki | FRA FEA 8  | FRA SPR Ki | GBR FEA Ki | GBR SPR Ni | EUR FEA 9  | EUR SPR Ki | HUN FEA Ki | HUN SPR 14 | TUR FEA 15 | TUR SPR Ki | ITA FEA 10 | ITA SPR 17 | BEL FEA 1  | BEL SPR 21 | VAL FEA Ki | VAL SPR 21 |           |            | 12.      | 23   |

### Le Mans-i 24 órás autóverseny
| Év   | Csapat                  | Csapattárs                         | Autó                | Kategória   | Kör | Összetett Helyezés | Kategória Helyezés |
| ---- | ----------------------- | ---------------------------------- | ------------------- | ----------- | --- | ------------------ | ------------------ |
| 2007 | Team Oreca              | Stéphane Ortelli Soheil Ayari      | Saleen S7-R         | GT1         | 318 | 16.                | 9.                 |
| 2009 | Team Oreca-Matmut AIM   | Olivier Panis Soheil Ayari         | Oreca 01-AIM        | LMP1        | 370 | 5.                 | 5.                 |
| 2010 | Team Oreca-Matmut       | Olivier Panis Loïc Duval           | Peugeot 908 HDi FAP | LMP1        | 373 | Kiesett            | Kiesett            |
| 2011 | Team Oreca-Matmut       | Olivier Panis Loïc Duval           | Peugeot 908 HDi FAP | LMP1        | 339 | 5.                 | 5.                 |
| 2012 | Toyota Racing           | Nakadzsima Kazuki Alexander Wurz   | Toyota TS030 Hybrid | LMP1        | 134 | Kiesett            | Kiesett            |
| 2013 | Toyota Racing           | Nakadzsima Kazuki Alexander Wurz   | Toyota TS030 Hybrid | LMP1        | 341 | 4.                 | 4.                 |
| 2014 | Toyota Racing           | Anthony Davidson Sébastien Buemi   | Toyota TS040 Hybrid | LMP1-H      | 374 | 3.                 | 3.                 |
| 2015 | KCMG                    | Matthew Howson Richard Bradley     | Oreca 05-Nissan     | LMP2        | 358 | 9.                 | 1.                 |
| 2016 | Signatech Alpine        | Gustavo Menezes Stéphane Richelmi  | Toyota TS050 Hybrid | LMP2        | 357 | 5.                 | 1.                 |
| 2017 | Toyota Gazoo Racing     | José María López Yuji Kunimoto     | Toyota TS050 Hybrid | LMP1        | 160 | Kiesett            | Kiesett            |
| 2018 | Signatech Alpine Mamut  | André Negrão Pierre Thiriet        | Alpine A470-Gibson  | LMP2        | 367 | 5.                 | 1.                 |
| 2019 | Signatech Alpine Matmut | André Negrão Pierre Thiriet        | Alpine A470-Gibson  | LMP2        | 368 | 6.                 | 1.                 |
| 2020 | Cool Racing             | Alexandre Coigny Antonin Borga     | Oreca 07-Gibson     | LMP2        | 365 | 12.                | 8.                 |
| 2021 | Alpine Elf Mamut        | André Negrão Matthieu Vaxivière    | Alpine A480-Gibson  | Hypercar    | 367 | 3.                 | 3.                 |
| 2022 | Alpine Elf Team         | André Negrão Matthieu Vaxivière    | Alpine A480-Gibson  | Hypercar    | 362 | 23.                | 5.                 |
| 2023 | Cool Racing             | Alexandre Coigny Malthe Jakobsen   | Oreca 07-Gibson     | LMP2        | 317 | 23.                | 12.                |
| 2023 | Cool Racing             | Alexandre Coigny Malthe Jakobsen   | Oreca 07-Gibson     | LMP2 Pro-Am | 317 | 23.                | 2.                 |
| 2024 | Alpine Endurance Team   | Mick Schumacher Matthieu Vaxivière | Alpine A424         | Hypercar    | 88  | Kiesett            | Kiesett            |

### Teljes FIA World Endurance Championship eredménysorozata
| Év      | Csapat                  | Osztály  | Kasztni             | Motor                    | 1      | 2      | 3      | 4      | 5      | 6      | 7     | 8      | 9     | Helyezés | Pont |
| ------- | ----------------------- | -------- | ------------------- | ------------------------ | ------ | ------ | ------ | ------ | ------ | ------ | ----- | ------ | ----- | -------- | ---- |
| 2012    | Toyota Racing           | LMP1     | Toyota TS030 Hybrid | Toyota 3.4 L V8 (Hybrid) | SEB    | SPA    | LMS Ki | SIL 2  | SÃO 1  | BHR Ki | FUJ 1 | SHA 1  |       | 3.       | 96   |
| 2013    | Toyota Racing           | LMP1     | Toyota TS030 Hybrid | Toyota 3.4 L V8 (Hybrid) | SIL 4  | SPA Ki | LMS 4  | SÃO    | COA    | FUJ 1  | SHA 2 | BHR Ki |       | 4.       | 69,5 |
| 2014    | Toyota Racing           | LMP1     | Toyota TS040 Hybrid | Toyota 3.4 L V8 (Hybrid) | SIL 1  | SPA 1  | LMS 3  | COA 3  | FUJ    | SHA    | BHR   | SÃO    |       | 6.       | 96   |
| 2015    | KCMG                    | LMP2     | Oreca 05            | Nissan VK45DE 4.5 L V8   | SIL    | SPA 3  | LMS 1  | NÜR    | COA 2  | FUJ    | SHA   | BHR    |       | 5.       | 84   |
| 2016    | Signatech-Alpine        | LMP2     | Alpine A460         | Nissan VK45DE 4.5 L V8   | SIL 4  | SPA 1  | LMS 1  | NÜR 1  | MEX Ki | COA 1  | FUJ 3 | SHA 4  | BHR 3 | 1.       | 199  |
| 2017    | Signatech Alpine Matmut | LMP2     | Alpine A470         | Gibson GK428 4.2 L V8    | SIL 4  |        |        | NÜR 3  | MEX 2  | COA 1  | FUJ 2 | SHA 2  | BHR 4 | 6.       | 121  |
| 2017    | Toyota Gazoo Racing     | LMP1     | Toyota TS050 Hybrid | Toyota 2.4 L Turbo V6    |        | SPA 5  | LMS Ki |        |        |        |       |        |       | 6.       | 121  |
| 2018–19 | Signatech Alpine Matmut | LMP2     | Alpine A470         | Gibson GK428 4.2 L V8    | SPA 2  | LMS 1  | SIL 3  | FUJ 3  | SHA 3  | SEB 2  | SPA 2 | LMS 1  |       | 1.       | 181  |
| 2019–20 | Cool Racing             | LMP2     | Oreca 07            | Gibson GK428 4.2 L V8    | SIL 1  | FUJ 5  | SHA Ki | BHR 6  | COA 4  | SPA 2  | LMS 4 | BHR    |       | 9.       | 103  |
| 2021    | Alpine Elf Matmut       | Hypercar | Alpine A480         | Gibson GL458 4.5 L V8    | SPA 2  | ALG 3  | MNZ 2  | LMS 3  | BHR 3  | BHR 3  |       |        |       | 3.       | 128  |
| 2022    | Alpine Elf Team         | Hypercar | Alpine A480         | Gibson GL458 4.5 L V8    | SEB 1  | SPA 2  | LMS 4  | MNZ 1  | FUJ 3  | BHR 3  |       |        |       | 2.       | 144  |
| 2024    | Alpine Endurance Team   | Hypercar | Alpine A424         | Alpine 3.4 L Turbo V6    | QAT 11 | IMO 16 | SPA 12 | LMS Ki | SÃO 10 | COA 9  | FUJ 3 | BHR    |       | 23.      | 18   |